# 코버트 어페어스

코버트 어페어스(Covert Affairs)는 2010년 7월 13일부터 2014년 12월 18일까지 USA 네트워크에서 방영된 드라마이다.

## 캐스트
- 이지현 - Anne Catherine Walker (파이퍼 페라보)
- 김승준 - August Anderson (크리스토퍼 고험)
- 이다슬 - Joan Campbell (카리 매쳇)
- 이승연 / 임화영 - Danielle Brooks (앤 듀덱)
- 심규혁 - Jai Wilcox (센딜 라마무시)
- 정주원 - Arthur Campbell (피터 갤러거)